# Тарасенко Тарас Петрович
Тарас Петрович Тарасенко (нар. 26 липня 1980, м. Богуслав, Київська область) — український адвокат, арбітражний керуючий. Народний депутат України 9-го скликання. Входить в депутатське об'єднання "Люди".

## Життєпис
Народився 26 липня 1980 році в Богуславі. Мати працює у сфері середньої освіти, батько був депутатом Богуславської міської ради.
Тарас Тарасенко закінчив юридичний факультет Київського національного економічного університету ім. Вадима Гетьмана.
З 2002 по 2004 рік Тарас працював у АБ «Укрсоцбанк», де очолював підрозділи Харківської, Хмельницької та Київської областей
Тарасенко є директором ТОВ «ЮК „СТС“», що була створена в 2010 році. До того працював на керівних посадах у юридичних компаніях.
Кандидат у народні депутати від партії «Слуга народу» на парламентських виборах 2019 року, № 124 у списку. На час виборів: адвокат, безпартійний. Проживає в м. Києві.

## Парламентська діяльність
Член Комітету Верховної Ради з питань прав людини, деокупації та реінтеграції тимчасово окупованих територій у Донецькій, Луганській областях та Автономної Республіки Крим, міста Севастополя, національних меншин і міжнаціональних відносин, голова підкомітету з питань прав людини.
Член Української частини міжпарламентської асамблеї Верховної Ради України, Сейму Литовської Республіки та Сейму і Сенату Республіки Польща.
Співголова групи з міжпарламентських зв'язків з Латвійською Республікою.
Член групи з міжпарламентських зв'язків з Південно-Африканською Республікою, Італійською Республікою, Республікою Польща, Канадою.
Тарасенко Тарас із трьома іншими депутатами є автором законопроєкту щодо судової реформи – 3711-2, який на думку ЗМІ «фактично протидіє змінам в цій гілці влади». Зокрема, четверо депутатів пропонували у липні 2020 року скасувати Громадську раду доброчесності. Також вони пропонували скасувати Вищу кваліфкомісію суддів як незалежний орган, а натомість створити кваліфікаційну палату у ВРП. Крім того, роль міжнародних експертів у ВРП хочуть звузити лише до визначення кількості і навантаження суддів.
22 Липня 2025 року проголосував за проєкт закону 12414, що обмежує Національне антикорупційне бюро України та Спеціалізовану антикорупційну прокуратуру. Закон викликав хвилю антикорупційних протестів.